# Fritz Koenen
Fritz Koenen (* Juli 1895 in Köln; † August 1978 in Waldbröl) war ein deutscher Zoologe und Kunstmaler.

## Leben
Fritz Koenen studierte von 1911 bis 1914 am Senckenberg-Museum in Frankfurt am Main bei Otto zur Strassen und ab 1914 bis 1915 an der Kunstakademie Düsseldorf. Nach dem Ersten Weltkrieg setzte Koenen seine Studien bei Sailer in München (1918–1923) fort. Ab 1923 bis zum Beginn des Zweiten Weltkrieges war Fritz Koenen als freischaffender Künstler in Köln tätig. Er lebte von 1948 bis 1978 im bergischen Waldbröl und starb dort im August 1978.
Ein Schwerpunkt seines Schaffens war die Illustration diverser zoologischer Fachbücher. Er machte sich auch als Sachbuchautor einen Namen. Sein Heft über den Rotfuchs (Neue Brehm-Bücherei) erscheint bis heute in unveränderter Fassung.

## Veröffentlichungen
- Der Rotfuchs, Hohenwarsleben: Westarp-Wissenschaftlich-Verlags-Gesellschaft, 3. Auflage: 2003, ISBN 978-3-89432-156-7
- Der Feldhase, Wittenberg: Ziemsenverlag, 1956